# Фридрих Кристоф фон Дегенфелд-Шонбург
Фридрих Кристоф фон Дегенфелд-Шонбург (на немски: Friedrich Christoph Graf von Degenfeld-Schonburg; * 30 септември 1769, Щутгарт; † 9 февруари 1848, Рамхолц/Шлюхтерн, Хесен) е граф на Дегенфелд-Шонбург, императорски австрийски генерал-майор и кемерер. Дегенфелд е от 1831 до 1833 г. член на племенното събрание на Курфюрство Хесен.

## Биография
Той е третият син (четвърто от осем деца) на полковник граф Август Кристоф фон Дегенфелд-Шонбург (1730 – 1814) и втората му съпруга фрайин/баронеса Хелена Елизабет Ридезел фон Айзенбах (1742 – 1811), дъщеря на пруския генерал-лейтенант Йохан Фолпрехт Ридезел цу Айзенбах (1696 – 1757) и Каролина Елизабет Шенк фон Швайнсберг (1717 – 1787). Внук е на пруския генерал, дипломат, държавен и военен министър граф Кристоф Мартин фон Дегенфелд-Шонбург (1689 – 1762) и графиня Мария фон Шьонбург/Шомберг (1692 – 1762). Братята му са граф Густав Ойген Фридрих Кристоф (1764 – 1807), Максимилиан Йохан Кристоф (1766 – 1816), императорски кемерер и имперски дворцов съветник, и Йохан Филип Кристоф (1773 – 1842/1843). Сестрите му са Доротея Луиза Мариана (1765 – 1827), омъжена 1786 г. за граф Кристиан Карл фон Ербах-Фюрстенау (1757 – 1803), и София Хенриета (1776 – 1847), омъжена 1797 г. за граф Фридрих Лудвиг Кристиан фон Золмс-Лаубах (1769 – 1822).
Фамилията е издигната през 1716 г. на имперски граф.
На 15-годишна възраст Фридрих Кристоф е под-лейтенант, става ритмайтер, а от 1796 г. е адютант на фелдмаршал Дагоберт Зигмунд фон Вурмзер. През 1799 г. е конен майор, полковник-лейтенант. Награден е с рицарския кръст на военния орден Мария-Терезия.
През 1805 г. той е полковник, участва в битката при Аустерлиц и се оттегля в собственостите си в Хесен. През 1813 г. Фридрих Кристоф е на австрийска служба като полковник при херцог Фердинанд Георг Август фон Сакс-Кобург-Заалфелд и участва при обсадата на крепостта Майнц. От 1814 г. той е генерал-майор и кемерер и през 1819 г. се пенсионира.
През 1831 г. той е член на 1. Ландтаг на Племенното събрание в Курфюрство Хесен, а през 1822 г. на 2. Ландтаг.
Умира на 78 години на 9 февруари 1848 г. в собственостите си в Рамхолц, днес част от Шлюхтерн, Хесен.

## Фамилия
Фридрих Кристоф фон Дегенфелд-Шонбург се жени 20 ноември 1797 г. в Ербах в Оденвалд за графиня Луиза Шарлота Поликсена фон Ербах-Ербах (* 28 януари 1781, Ербах; † 3 май 1830), дъщеря на граф Франц фон Ербах-Ербах (1754 – 1823) и принцеса Шарлота Луиза Поликсена фон Лайнинген-Дагсбург (1755 – 1785). Те имат шест деца:
- Август Франц Йохан Кристоф фон Дегенфелд-Шонбург (* 10 декември 1798; † 6 декември 1876), императорски фелдмаршал-лейтенант; има 1 син Кристоф (1831 – 1908)
- Елизабет Шарлота (Бети) фон Дегенфелд-Шонбург (* 11 февруари 1802; † 21 април 1880, Дрезден), омъжена на 18 ноември 1837 г. в Рабенхолц/Ербах за граф Фридрих Магнус II фон Золмс-Вилденфелс (* 17 септември 1777; † 18 ноември 1857)
- Паулина фон Дегенфелд-Шонбург (* 4 юли 1803; † 18 декември 1861, Дрезден), омъжена на 31 декември 1841 г. за граф Лудвиг Йозеф фон Зайн-Витгенщайн-Берлебург (* 10 април 1784; † 7 юли 1857)
- Густав Кристоф (* 9 май 1807), императорски генерал-майор и кемерер
- Адолф Кристоф (* 22 май 1808), женен за Сидония Мария Адела Луиза Каролина Юлия Карáнцсберéни (* 22 юни 1819); има две дъщери
- Емма (* 6 декември 1809)